# Chamarrita
Chamarrita (výslovnost čamarrita) je označení pro dvojí typ hudby a tance. Jeden z nich pochází ze souostroví Azory v Portugalsku, druhý z regionu Río de la Plata (oblast severní Argentiny, Uruguaye a jižní Brazílie).

## Azorská chamarrita
Chamarrita z Azor je tanec s doprovodem hudby ve tříčtvrťovém taktu. Jako hudební nástroj se používají housle, s doprovodem nebo bez doprovodu.

## Chamarrita z Rio de la Platy
Někteří soudili, že tato chamarrita je odvozena právě z azorské chamarrity, ale nejsou pro to přesvědčivé důkazy.